# RR Lyrae típusú változócsillag
Az RR Lyrae típusú változócsillagok, vagy más néven gömbhalmazváltozók másfél napnál rövidebb periódust mutató pulzáló változócsillagok. Nevüket a Lant csillagkép RR változója után kapták. Gyakran standard gyertyaként használják őket Tejútrendszeren belüli objektumok távolságának meghatározására. Előfordulásuk gyakoribb, mint a cefeidáké. Sárgásfehér színűek, abszolút magnitúdójuk 0 körül van. A Hertzsprung–Russell diagramon a horizontális ágon helyezkednek el, tömegük nagyjából fél naptömeg.

## Jellemzőik
Óriáscsillagok, melyek magjában már elfogyott a hidrogén, energiatermelésüket a hélium, illetve egy, a mag körüli rétegben a hidrogén fúziója biztosítja. Pulzációs változásaik alapján hasonlítanak a cefeida változókhoz, de számos tulajdonságuk eltér azoktól. Általában gömbhalmazokban fordulnak elő, ezért is nevezik őket gömbhalmazváltozóknak. Periódusváltozásuk tipikusan egy napnál rövidebb, néha kevesebb, mint 8-9 óra. A változás amplitúdója meghaladhatja az 1 magnitúdót is. Abszolút fényességük jóval kisebb, mint a cefeidáké, és külön periódus-fényesség reláció vonatkozik rájuk.
Nagyon érdekes, hogy az RR Lyrae típusú változócsillagok között vannak olyanok is, amelynek a fényességváltozása nem periodikus, a fénygörbe amplitúdója viszont szabályosan változik. Ezt a jelenséget Blazsko-effektusnak nevezzük, és a csillagok 10-47%-ra jellemző. A spektroszkópiai megfigyelések alapján arra következtettek, hogy ezeknek a csillagoknak a színképe is változik. A változás legérdekesebb jellegzetessége az, hogy az abszorpciós (elnyelési) színképvonalak egy fix helyzet körül a csillag fényességváltozásával megegyező ütemben hol jobbra, hol balra tolódnak el. Mivel az RR Lyrae csillagok esetében a kettősség kizárt, ezért a Doppler-eltolódást a csillag felületének mozgásával magyarázzák, azaz az égitest időnként felfúvódik, majd összehúzódik.
Az RR Lyrae-ken belül megkülönböztetünk két típust.
- RR_ab: Ezek nagyobb amplitúdóval rendelkeznek, periódusváltozásuk nagyobb mint 0,3 nap, és a fénygörbéjük nagy aszimmetriát mutat, és csak alapmódusban rezegnek. Blazsko-effektust csak az RR_ab -k mutatnak. Fő képviselőik az RR Lyrae, RX Leonis.
- RR_c: Kisebb amplitúdó, kb 0,3 napos periódus, és nagyfokú szimmetria jellemzi őket. Az alapmóduson kívül még az első felhangban is rezeghetnek. Pl: RZ Cephei.